# Shitan (köpinghuvudort i Kina, Shaanxi, lat 34,57, long 108,36)
Shitan (kinesiska: 石潭, 石潭镇) är en köpinghuvudort i Kina. Den ligger i provinsen Shaanxi, i den nordvästra delen av landet, omkring 60 kilometer nordväst om provinshuvudstaden Xi'an. Antalet invånare är 24 135. Befolkningen består av 11 430 kvinnor och 12 705 män. Barn under 15 år utgör 15,0 %, vuxna 15-64 år 73 %, och äldre över 65 år 10,0 %.
Runt Shitan är det tätbefolkat, med 459 invånare per kvadratkilometer. Närmaste större samhälle är Dayang, 9,5 km sydväst om Shitan. Trakten runt Shitan består till största delen av jordbruksmark.
Genomsnittlig årsnederbörd är 643 millimeter. Den regnigaste månaden är september, med i genomsnitt 150 mm nederbörd, och den torraste är december, med 1 mm nederbörd.